# Lee Clayton
Lee Clayton (* 29. Oktober 1942 in Russellville, Alabama; † 12. Juni 2023 in White House, Tennessee) war ein US-amerikanischer Musiker und Songwriter. Stilistisch war er im Bereich zwischen Rock- und Country-Musik angesiedelt.

## Leben
Clayton wurde 1942 in Alabama geboren und wuchs in Oak Ridge in Tennessee auf. Im Alter von sieben Jahren begann er Mundharmonika und Gitarre und mit neun Jahren Pedal-Steel-Gitarre zu spielen. Nachdem er die United States Air Force absolviert hatte, zog er 1969 nach Nashville und begann eine Karriere als Songschreiber. 1972 schrieb er Ladies Love Outlaws für Waylon Jennings. 1973 erschien sein erstes Album Lee Clayton, mit dem Clayton unzufrieden war. Darüber hinaus komponierte er weiterhin Songs für andere Musiker, wie z. B. Lone Wolf für Jerry Jeff Walker oder If You Could Touch Her at All für Willie Nelson.
1978 kam das Album Border Affair auf den Markt, das zwar bei der Kritik gut ankam, aber bei den Käufern floppte. 1979 erschien seine erfolgreichste LP Naked Child (bei dieser Produktion war auch Klaus Voormann als Bassist beteiligt), deren bekanntestes Stück I Ride Alone in einem Stil vorgetragen wurde, der sehr an Bob Dylan erinnerte. So schrieb ein Kritiker des Berliner Stadtmagazins tip „Clayton klingt so, wie Dylan klingen müsste, wenn er noch wie Dylan klingen wollte“. 1979 ging Clayton auf Welttournee, die ihn 1980 auch nach Deutschland brachte, wo unter anderem am 9. Januar 1980 in der Markthalle Hamburg ein 30-minütiges TV-Special beim WDR-Rockpalast entstand.
1981 veröffentlichte er The Dream Goes On, das für lange Zeit sein letztes Album blieb. In den 1980er Jahren brachte er zwei autobiografische Bücher heraus. 1990 erschien eine neue Live-CD mit dem Titel Another Night, die in Oslo aufgenommen wurde. 2010 veröffentlichte Clayton auf verschiedenen Downloadplattformen acht neue Songs, darunter auch We the People. Im Februar 2013 erschien das E-Book The Streets Of Nashville: The Little Book, eine Sammlung von Songtexten, Gedichten und Texten Claytons.

## Diskografie
- 1973: Lee Clayton
- 1978: Border Affair
- 1979: Naked Child
- 1981: The Dream Goes On
- 1990: Another Night
- 1994: Spirit of The Twilight
- 2002: The Essential 1978–1981
- 2003: Naked Child/Border Affair (als Einzel-CD)
- 2008: The Capitol Years (die Alben Border Affair, Naked Child und The Dream Goes On remastered auf einer Doppel-CD)
- 2014: Live at Rockpalast (1980) (CD + DVD)